# رنه بورک
رنه بورک (انگلیسی: Rene Bourque؛ زادهٔ ۱۰ دسامبر ۱۹۸۱) بازیکن هاکی روی یخ اهل کانادا است.
از باشگاه‌هایی که در آن بازی کرده‌است می‌توان به آناهایم داکس و مونترآل کانادینز اشاره کرد.